# فلوم
هارلي إدوارد ستريتن (Harley Edward streten)  و يعرف أكثر بإسمه الفني  فلوم (flume)  هو موسيقي و دي جي و منتج أسترالي من مواليد 5 نوفمبر 1991 .

## روابط خارجية
- فلوم على موقع ميوزك برينز (الإنجليزية)
- فلوم على موقع أول ميوزيك (الإنجليزية)
- فلوم على موقع ديسكوغز (الإنجليزية)